# Sebastiano Martinelli
Sebastiano Martinelli, OSA (ur. 20 sierpnia 1848 w Borgo Sant'Anna, zm. 4 lipca 1918 w Rzymie) – włoski duchowny katolicki, prefekt Świętej Kongregacji Obrzędów, kardynał.

## Życiorys
Jego starszym bratem był kardynał Tommaso Martinelli. Ukończył seminarium „San Michele” w Lucce i kolegium Sant’Agostino w Rzymie. Wstąpił do zakonu augustianów, gdzie 6 stycznia 1865 złożył profesję. Święcenia kapłańskie przyjął 4 marca 1871 w Rzymie z rąk arcybiskupa Pietro de Villanova Castellacci. Wykładał teologię w kolegium „Santa Maria in Pusterula” w Rzymie. W 1881 został obdarzony tytułem postulator causarum servorum Dei zakonu augustianów. Przełożony generalny swego zakonu od 1889, reelekcja miała miejsce w 1895. 18 kwietnia 1896 został delegatem apostolskim do USA.
18 sierpnia 1896 otrzymał nominację na tytularnego arcybiskupa Efezu. Konsekrowany przez Sekretarza Stanu kardynała Mariano Rampolla del Tindaro. Z funkcji delegata został zwolniony w 1902. Rok wcześniej przyjął nominację kardynalską. Brał udział w konklawe 1903. W kolejnym konklawe nie brał udziału z powodu choroby. Brał udział w pracach nad kodyfikacją prawa kanonicznego w latach 1906–1917. Od kwietnia 1907 do kwietnia 1909 był kamerlingiem. Od 8 lutego 1909 piastował urząd prefekta Świętej Kongregacji Obrzędów. Zmarł w Rzymie i pochowany został na cmentarzu Campo Verano.